# Lago di Varano
Lago di Varano – słone jezioro położone na półwyspie Gargano w prowincji Foggia w rejonie Apulia we Włoszech o powierzchni około 60,5 km² leżące na terenie Parku Narodowego Gargano.

## Geografia
Jezioro znajduje się w północnej części półwyspu Gargano i jest największym przybrzeżnym jeziorem we Włoszech i największym jeziorem w południowych Włoszech. Obwód jeziora w kształcie trapezu to około 33 km przy 7 km szerokości oraz 10 km długości, jego średnia głębokość to około 4 m przy maksymalnej głębokości 5 m w okolicach środka.
Zasolenie jeziora nie spada poniżej 20 PSU, przy temperaturze wody od 5 °C do 30 °C.
Jezioro od zachodu, południa i wschodu otoczone jest stromymi wzgórzami, natomiast od północy oddzielone jest od Morza Adriatyckiego mierzeją o szerokości 1 km i długości 10 km tworzącym Riserva Naturale Statale Isola di Varano. Rezerwat ten został założony 13 lipca 1977 i wchodzi w skład Parku Narodowego Gargano. Zlewnia jeziora ma około 300 km², natomiast całkowity czas wymiany wody szacuje się na 3 lata.

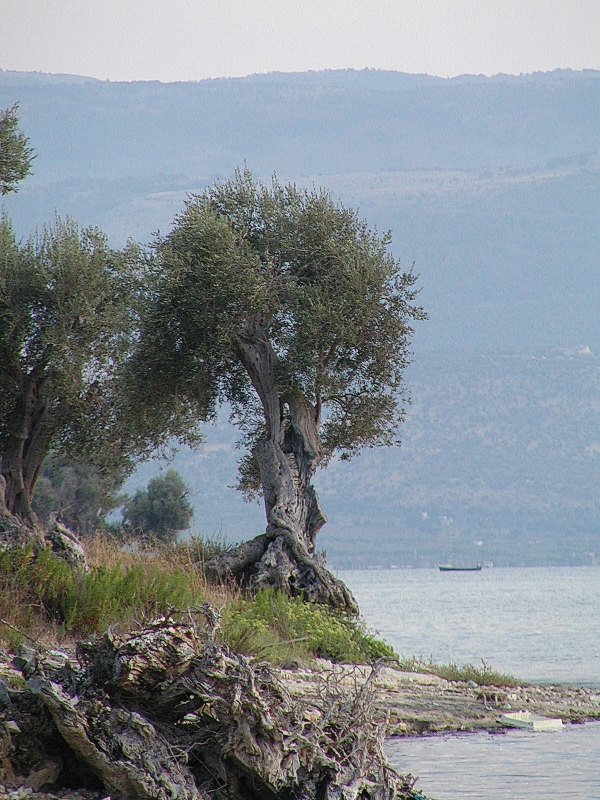
Drzewo oliwne u brzegów jeziora Varano

Dwa kanały po wschodniej i zachodniej stronie zapewniają połączenie z morzem, tworząc tym samym z obszaru oddzielającego jezioro od morza wyspę. Od zachodu jest to kanał Capoiale szerokości od 20 do 50 m i długości około 1,6 km przy głębokości około 5,5 m, od wschodu natomiast jest to kanał Varano szerokości 20 m i długości 1 km przy 2 m głębokości. Do jeziora po oczyszczeniu są odprowadzane ścieki z 3 gmin (łącznie około 18 000 mieszkańców).

## Fauna i flora
Rodzaje ryb są typowe dla tego typu jezior, w wodach można znaleźć takie ryby jak labraks, prażmowate, węgorzokształtne czy ryby z rodziny cefal. Oprócz tego w jeziorze można napotkać takie stworzenia jak kalinek błękitny, Dyspanopeus sayi, Rapana venosa.
Na obszarze oddzielającym jezioro od Morza Adriatyckiego można zaobserwować typowe rośliny wydmowe, a dalej w głąb lądu znaleźć można las sosny alepskiej oraz drzewa eukaliptusa, sosny nadmorskiej i Acacia saligna. Roślinność zapewnia schronienie dla takich zwierząt jak lisy, jeże, zające oraz ptaków tj. kukułki, dudki, wilgi, słonki i wielu gatunków ptaków wędrownych.